# Au (行動電話)
au（日語：エーユー），或au/kddi（au by KDDI），是一個日本流動電話服務品牌，由KDDI經營，在沖繩縣則另由沖繩行動電話經營。其名稱源自日文動詞（會面）及（結合），發音皆為「au」。

## 歷史

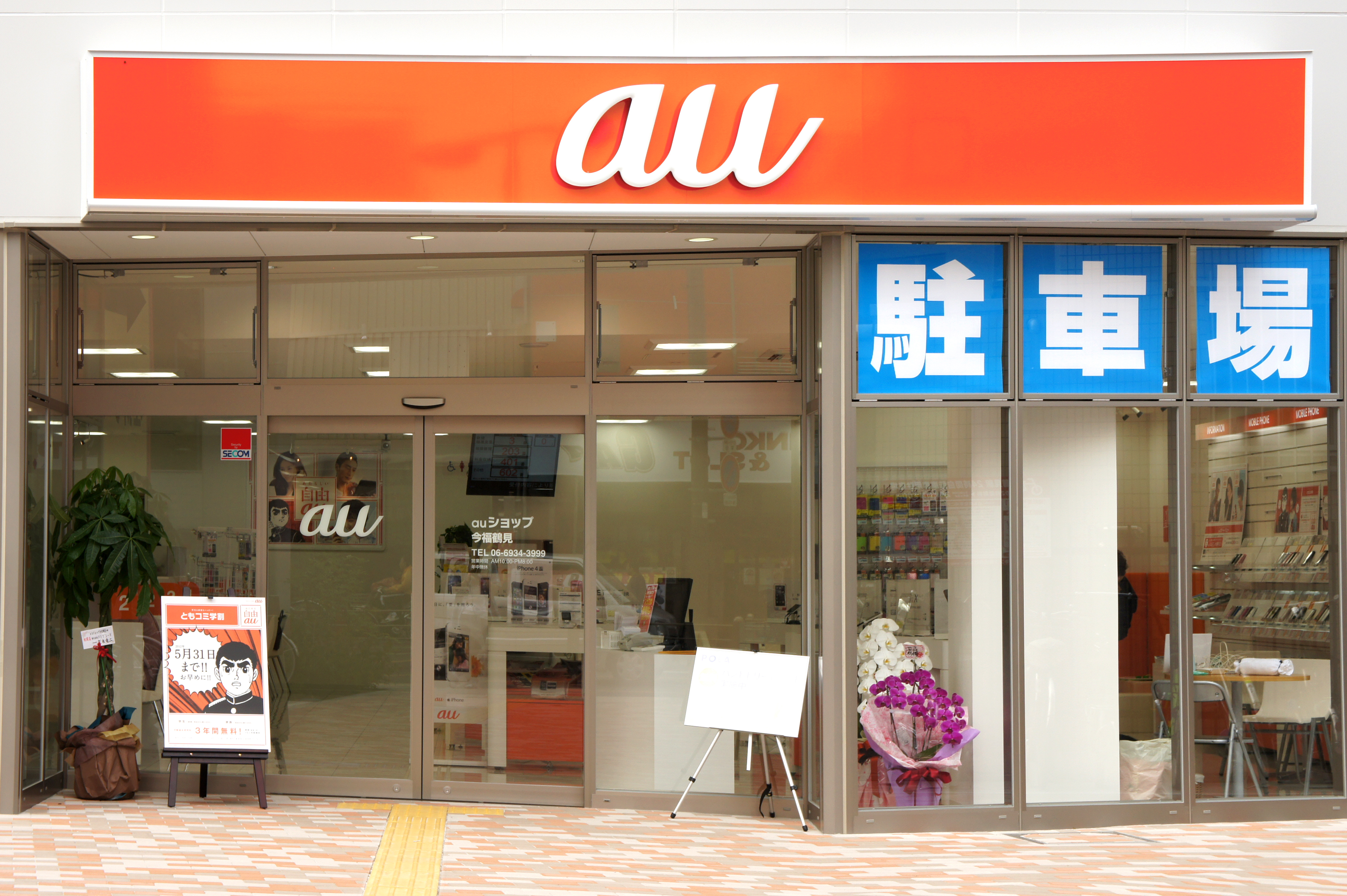
位在日本大阪的一間 au 銷售店面

au的網絡原本由豐田汽車及京瓷在1985年建立，是以摩托羅拉設計的汽車電話網絡為基礎。豐田負責在東京及名古屋一帶的網絡，京瓷則負責日本其他地區的網絡。京瓷於1989年至1992年間在其營運地區創辦獨立的電話公司，並創辦了第二電電（DDI）流動電話集團；豐田的部份，則在1987年組成了另一家公司日本行動通訊（IDO）。
2000年11月，京瓷成立「au K.K.」（株式会社エーユー）並成為DDI流動電話網絡一部份。2001年，au K.K.與KDDI合併，KDDI本身為DDI、國際電信電話（KDD）及IDO在2000年合併而成。au的品牌名稱仍然繼續使用在KDDI旗下的流動通訊服務。
2003年，au在日本全國建立了3G網絡，代替其舊有採用CDMA 1x技術的cdmaOne 。
2012年9月，au開通4G LTE網路服務。

## 4G頻段轉5G
2020年12月9日
- 除了5G，3.7GHz，4.0GHz和28GHz的新頻率外，au還將能夠使用3.5GHz頻段使用5G服務。

要使用在3.5 GHz頻段上的5G服務，需要進行軟件更新。 根據KDDI的說法，iPhone和Galaxy已通過認證，並有望在不久的將來推出。
關於現有頻率的未來，2.1GHz頻段，1.7GHz頻段和700MHz頻段也將轉向5G。 在轉移時，在4G和5G之間共享頻率的DSS（動態頻譜共享）技術也將用於在維持4G服務的同時部署5G服務。  
2021年
- 從2021年春季開始，將在東名阪的主要城市地區推出一種利用700MHz頻段的新5G服務，將在JR東日本的山手線和JR西大阪的大阪環線的所有站點周圍提供5G服務。  [2]

## LTE頻段
- FDD-LTE 2100MHz(Band 1)
- FDD-LTE 1500MHz(Band 11)
- FDD-LTE 800MHz(Band 18)
- FDD-LTE 800MHz(Band 26)
- FDD-LTE 700MHz(Band 28)
- TDD-LTE 2500MHz～2700MHz(Band 41)  移撥給 WiMAX 2+
- TDD-LTE 3400MHz～3600MHz(Band 42)

## 參看
- KDDI

## 外部連結
- 官方网站
- Au的Facebook專頁
- Au的Instagram帳戶
- Au的X（前Twitter）
- YouTube上的Au頻道